# Giordano Bruno (månekrater)
Giordano Bruno er et lille nedslagskrater på Månen. Det befinder sig på Månens bagside, lige bag dens nordøstlige rand og er opkaldt efter den italienske astronom Giordano Bruno (1548 – 1600). Det bringes lejlighedsvis inden for synsvidde fra Jorden på grund af gunstig libration, men krateret ses da fra siden, så mange detaljer ikke kan observeres.
Navnet blev officielt tildelt af den Internationale Astronomiske Union (IAU) i 1961. 

## Dannelse
Fem munke fra Canterbury rapporterede til klosterets krønikeskriver, Gervase, at de kort efter solnedgang den 18. juni 1178 så "to lysende horn" på Månens skyggeside. I 1976 fremsatte geologen Jack B. Hartung den teori, at dette skyldtes det nedslag, som dannede Giordano Bruno-krateret.
Ifølge moderne teorier skulle nedslaget medføre et udbrud af smeltet materiale, som steg op fra Månens overflade, helt i overensstemmelse med munkenes beskrivelse. Desuden svarer den position, de angav, godt med kraterets beliggenhed. Der er bevis for Giordano Bruno-kraterets lille alder i dets bemærkelsesværdige strålesystem: Eftersom mikrometeoroider hele tiden rammer det, hvirvles der støv op, som hurtigt (i geologisk forstand) vil udviske det.
Munkenes observation fandt sted under meteorsværmen tauriderne. Den forekommer i slutningen af juni, og det var muligvis også den, som var ansvarlig for Tunguska-eksplosionen i 1908. Alt i alt er er muligvis indicier nok til at påstå, at Giordano Bruno-krateret kan være dannet i løbet af menneskehedens historie.
Spørgsmålet om kraterets alder er imidlertid ikke så simpelt at besvare. Det nedslag, som skabte det 22 km brede krater ville have udkastet så meget materiale, at der ville optræde en ugelang "meteorstorm" på Jorden med en intensitet uden fortilfælde. Men ingen kendte historiske beretninger, hverken fra europæiske, arabiske eller asiatiske astronomer, fortæller om en sådan bemærkelsesværdig meteorstorm. Det er en grundlæggende indvending mod teorien om, at Giordano Bruno-krateret dannedes på dette tidspunkt.
En alternativ forklaring på munkenes observation er, at de blot var på det rigtige sted på det rigtige tidspunkt til at se et eksploderende meteor i Jordens atmosfære komme lige imod dem og i synsretning mod Månen. Eftersom meteorer bliver synlige i mellem 65 og 120 kilometers højde giver det geometriske perspektiv til resultat, at kun et lille område i Storbritannien ville have de rette geometriske forhold til at få det til at se ud, som om begivenheden fandt sted på Månen.

## Omgivelser
Giordano Bruno-krateret ligger mellem Harkhebikrateret mod nordvest og Szilardkrateret mod sydøst.

## Karakteristika
Set fra kredsløb om Månen ligger Giordano Bruno i centrum af et symmetrisk strålesystem af udkastninger med højere albedo end den omgivende overflade. Strålematerialet når ud til en afstand på mere end 150 kilometer og er næsten ikke blevet mørkere af erosionspåvirkning fra rummet. Noget af det udkastede materiale ser ud til at strække sig så langt som til Bosskrateret over 300 km mod nordvest.
Kraterets ydre rand er især lys i forhold til sine omgivelser. Alt tyder på, at det i geologisk forstand er et ungt krater. Dets præcise alder er ikke kendt, men skønnes at være under 350 millioner år.

## Måneatlas
- Billeder af Giordano%20Brunokrateret i LPI-måneatlasset